# Úc tại Thế vận hội Mùa hè 1896
Đại diện cho Úc tham dự Thế vận hội Mùa hè 1896 tại Athena, Hy Lạp có duy nhất một vận động viên là Edwin Flack, một người đến từ Victoria, khi đó là một thuộc địa của Anh nhưng sau này trở thành một bang của Úc. Edwin Flack sinh tại Anh và đang định cư tại Luân Đôn vào thời điểm năm 1896, nhưng phần lớn quãng thời gian còn lại trong đời ông sống tại Úc và được công nhận là một vận động viên Úc bởi Ủy ban Thế vận hội Quốc tế.
Cờ Liên hiệp được sử dụng là cờ của cả đoàn Úc cũng như đoàn Vương quốc Anh tại Thế vận hội Mùa hè 1896.
Flack tham dự năm nội dung thi đấu và giành huy chương trong ba nội dung: Hai huy chương vàng môn điền kinh và một huy chương đồng cho môn quần vợt ở nội dung đánh đôi. Tuy nhiên, vận động viên đánh cặp với anh là George S. Robertson lại thuộc đoàn Anh nên chiếc huy chương này được tính cho đoàn hỗn hợp chứ không được tính là cho Úc.

## Huy chương

Edwin Flack

| Huy chương | Vận động viên | Môn thi đấu | Nội dung   |
| ---------- | ------------- | ----------- | ---------- |
| Vàng       | Edwin Flack   | Điền kinh   | 800 m nam  |
| Vàng       | Edwin Flack   | Điền kinh   | 1500 m nam |

## Điền kinh
| Vận động viên | Nội dung | Vòng loại  | Vòng loại | Chung kết        | Chung kết |
| Vận động viên | Nội dung | Thành tích | Hạng      | Thành tích       | Hạng      |
| ------------- | -------- | ---------- | --------- | ---------------- | --------- |
| Edwin Flack   | 800 m    | 2:10,0     | 1         | 2'11"0           |           |
| Edwin Flack   | 1500 m   |            |           | 4'33"2           |           |
| Edwin Flack   | Marathon |            |           | Không hoàn thành | -         |

## Quần vợt
Tại nội dung đánh đơn, Flack thua ngay trận đầu tiên ở vòng 1. Ở nội dung đánh đôi, anh và tay vợt đánh cặp với mình là George S. Robertson do may mắn trong bốc thăm nên được vào thẳng vòng bán kết, ở trận đấu này họ để thua hai tay vợt nước chủ nhà là Dionysios Kasdaglis và Demetrios Petrokokkinos. Khi đó, việc thua ở bán kết không được trao giải thưởng. Về sau, để quy chuẩn hóa thành tích tại các kỳ Thế vận hội nên Ủy ban Thế vận hội Quốc tế tính đây là một chiếc huy chương đồng. Tuy nhiên, do George S. Robertson được tính là vận động viên của đoàn Anh khiến cho chiếc huy chương này được tính cho đoàn hỗn hợp chứ không được tính cho Úc.
| Vận động viên                              | Nội dung | Vòng 1                       | Tứ kết          | Bán kết                                            | Chung kết       | Hạng    |
| Vận động viên                              | Nội dung | Đối thủ Kết quả              | Đối thủ Kết quả | Đối thủ Kết quả                                    | Đối thủ Kết quả | Hạng    |
| ------------------------------------------ | -------- | ---------------------------- | --------------- | -------------------------------------------------- | --------------- | ------- |
| Edwin Flack                                | Đơn nam  | A. Akratopoulos (GRE) · Thua | Bị loại         | Bị loại                                            | Bị loại         | Bị loại |
| Edwin Flack và · George S. Robertson (GBR) | Đôi nam  |                              | Được miễn       | D. Petrokokkinos (GRE) · D. Kasdaglis (GRE) · Thua | Bị loại         |         |